# Neoduma camptopleura
Neoduma camptopleura är en fjärilsart som beskrevs av Turner 1940. Neoduma camptopleura ingår i släktet Neoduma och familjen björnspinnare. Inga underarter finns listade i Catalogue of Life.